# Full Moon (Album)
Full Moon (englisch für Vollmond) ist das dritte Studioalbum der US-amerikanischen R&B-Sängerin Brandy. Es erschien im Februar 2002 und avancierte zum Millionenseller.

## Entstehung und Veröffentlichung
Die Erstveröffentlichung von Full Moon erfolgte am 25. Februar 2002 bei Atlantic Records. Das Album erschien in seiner Originalausführung als CD mit 17 Titeln (Katalognummer: 7567-93110-2). Darüber hinaus erschienen weltweit verschiedene Ausführungen mit verschiedenen Bonustiteln.
Geschrieben und produziert wurden die Lieder von verschiedenen, wechselnden Autoren und Produzenten, darunter namhafte Musiker wie Rodney Jerkins. Brandy selbst war beim Schreibprozess von sechs Liedern sowie der Produktion zu Apart und Wow beteiligt. Barüber hinaus war Robert „Big Bert“ Smith an der Produktion beteiligt, mit dem Brandy zu dieser Zeit liiert war.
Als Gastsänger ist Brandys Bruder Ray J vertreten, mit dem sie die Duette Another Day in Paradise und Die Without You sang. Michael Jackson ist im Begleitgesang zu It’s Not Worth It zu hören, das Angel in Disguise samplet.

## Inhalt
Brandy selbst beschrieb das Album als „ein definitives Konzeptalbum, in dem sie sich verliebt, Turbulenzen durchlebt und dann, am Ende, diejenige Person findet, mit der sie wirklich zusammen sein will“.

## Titelliste
1. B Rocka Intro – 1:19
2. Full Moon (Mike City) – 4:08
3. I Thought (LaShawn Daniels, Fred Jenkins III, Rodney Jerkins) 4:29
4. When You Touch Me (Rodney Jerkins, Nora Payne, Kenisha Pratt, Robert Smith) 5:42
5. Like This (Brandy Norwood, LaShawn Daniels, Fred Jenkins III, Rodney Jerkins) – 4:32
6. All In Me (LaShawn Daniels, Fred Jenkins III, Rodney Jerkins) – 4:00
7. Apart (Keith Crouch, Kenisha Pratt) – 4:27
8. Can We (Alexander Greggs, Rodney Jerkins, LaShawn, Daniels) – 4:43
9. What About Us? (LaShawn Daniels, Rodney Jerkins, Brandy Norwood, Nora Payne, Kenisha Pratt) – 4:10
10. Anybody (Brandy Norwood, LaShawn Daniels, Fred Jenkins III, Rodney Jerkins, Kenisha Pratt) – 4:55
11. Nothing (LaShawn Daniels, Fred Jenkins III, Kenisha Pratt) – 4:48
12. It’s Not Worth It (Brandy Norwood, LaShawn Daniels, Fred Jenkins III, Rodney Jerkins) – 4:23
13. He Is (Brandy Norwood, Warryn Campbell, Harold Lilly) – 4:21
14. Come A Little Closer (Stuart Brawley, Jason Derlatka) – 4:32
15. Love Wouldn’t Count Me Out (Brandy Norwood, LaShawn Daniels, Fred Jenkins III, S. Johnson) – 4:19
16. Wow (LaShawn Daniels, Nora Payne, Kenisha Pratt, Robert Smith) – 4:12
17. Another Day in Paradise (feat. Ray J), (Phil Collins, Hugh Padgham) (Europa/Ozeanien/Japan Edition) – 4:32

Wiederveröffentlichung Bonustitel
1. Die With Out You (feat. Ray J) (Nordamerika Edition) – 3:56
2. I Wanna Fall in Love (Cordes, Attrell Stephen) (Japan Edition) – 3:52
3. Full Moon (Cutfather & Joe Remix) (Mike City) (Japan Edition) – 4:08

## Mitwirkende
- Lori Andrews – Chordophon
- Larry Gold – Cello
- Edward Green – Chordophon
- Gerald Heyward – Drums
- Jubu – Gitarre
- Lila Kazakova – Chordophon
- Kimbo – Violine
- Eugene Mechtovich – Chordophon
- Patrick Morgan – Chordophon
- Michele Nardone – Chordophon
- Isaac Phillips – Gitarre
- Robin Ross – Chordophon
- Marston Smith – Chordophon
- Thomas Tally – Chordophon
- Charles Veal, Jr. – Chordophon
- Zheng Wang – Chordophon
- Joe “Flip” Wilson – Klavier
- Yihuaw Zhao – Chordophon

## Singles

### Another Day in Paradise
Der 1989 von Phil Collins geschriebene Song wurde 2001 als erste Single-Auskopplung des Albums veröffentlicht. Das Duett mit ihrem Bruder Ray J wurde ein internationaler Erfolg und erreichte in diversen Ländern, u. a. in Deutschland, der Schweiz, Österreich und Großbritannien, die Top 5.

### What About Us?
What About Us? ist die von Rodney Jerkins geschriebene und produzierte, 2002 veröffentlichte erste Single-Auskopplung in den Vereinigten Staaten. In der Schweiz, Dänemark, den USA, Großbritannien, Australien und Neuseeland erreichte What About Us? die Top Ten der Single-Charts. In Deutschland lief das Lied bei Musiksendern und Radios mit der Simon-Vegas-Remix-Version. Der „Silk Hurley Remix“ wurde 2003 für einen Grammy der Kategorie „Bester nichtklassischer Remix Song“ nominiert. Neben der veröffentlichten Version existiert auch der offizielle Remix mit dem Rapper Nas.

### Full Moon
Full Moon, geschrieben und produziert von Mike City, Mitte 2002 veröffentlicht, ist die dritte Single-Auskopplung des Albums. Der gleichnamige Song zum Album war mit Höchstpositionen 18 und 15 in den Vereinigten Staaten und Großbritannien kein besonderer Charterfolg, obwohl mehrere Remixes (unter anderem mit Fat Joe und Twista) produziert wurden.

### Chartplatzierungen
| Jahr | Titel                   | Höchstplatzierung, Gesamtwochen, AuszeichnungChartplatzierungen (Jahr, Titel, , Platzierungen, Wochen, Auszeichnungen, Anmerkungen) | Höchstplatzierung, Gesamtwochen, AuszeichnungChartplatzierungen (Jahr, Titel, , Platzierungen, Wochen, Auszeichnungen, Anmerkungen) | Höchstplatzierung, Gesamtwochen, AuszeichnungChartplatzierungen (Jahr, Titel, , Platzierungen, Wochen, Auszeichnungen, Anmerkungen) | Höchstplatzierung, Gesamtwochen, AuszeichnungChartplatzierungen (Jahr, Titel, , Platzierungen, Wochen, Auszeichnungen, Anmerkungen) | Höchstplatzierung, Gesamtwochen, AuszeichnungChartplatzierungen (Jahr, Titel, , Platzierungen, Wochen, Auszeichnungen, Anmerkungen) | Höchstplatzierung, Gesamtwochen, AuszeichnungChartplatzierungen (Jahr, Titel, , Platzierungen, Wochen, Auszeichnungen, Anmerkungen) | Anmerkungen                                     |
| Jahr | Titel                   | DE | AT | CH | UK | US | R&B | Anmerkungen                                     |
| ---- | ----------------------- | --- | --- | --- | --- | --- | --- | ----------------------------------------------- |
| 2001 | Another Day in Paradise | DE2 Gold · (13 Wo.)DE | AT5 (14 Wo.)AT | CH3 Gold · (26 Wo.)CH | UK5 Silber · (13 Wo.)UK | — | — | Erstveröffentlichung: 19. März 2001 feat. Ray-J |
| 2002 | What About Us?          | DE13 (9 Wo.)DE | AT40 (8 Wo.)AT | CH8 (19 Wo.)CH | UK4 (12 Wo.)UK | US7 (18 Wo.)US | R&B3 (20 Wo.)R&B | Erstveröffentlichung: 1. Januar 2002            |
| 2002 | Full Moon               | DE54 (8 Wo.)DE | — | CH72 (9 Wo.)CH | UK15 (13 Wo.)UK | US18 (20 Wo.)US | R&B16 (20 Wo.)R&B | Erstveröffentlichung: 1. Mai 2002               |
| 2002 | He Is                   | — | — | — | — | — | R&B72 (8 Wo.)R&B | Erstveröffentlichung: 17. September 2002        |

## Rezeption
Obwohl das Album in den Kategorien Bestes R&B Album und Bester Remix-Song für zwei Grammys nominiert wurde, war die Kritik gemischt. Der Rolling Stone schrieb, dass die Songs auf dem Album lediglich eine Art „wilder, gesichtsloser, fake-sexy R&B“ seien.

## Kommerzieller Erfolg

### Chartplatzierungen
Full Moon avancierte zum Top-10-Erfolg in den Vereinigten Staaten (Rang 2), der Schweiz (Rang 7), Deutschland (Rang 8). In den Vereinigten Staaten erreichte es zudem die Chartspitze der Top R&B/Hip-Hop Albums.
| ChartsChartplatzierungen       | Höchstplatzierung | Wochen |
| ------------------------------ | ----------------- | ------ |
| Deutschland (GfK)              | 8 (14 Wo.)        | 14     |
| Österreich (Ö3)                | 54 (4 Wo.)        | 4      |
| Schweiz (IFPI)                 | 7 (12 Wo.)        | 12     |
| Vereinigte Staaten (Billboard) | 2 (30 Wo.)        | 30     |
| Vereinigtes Königreich (OCC)   | 9 (22 Wo.)        | 22     |

| ChartsJahrescharts (2002)      | Platzierung |
| ------------------------------ | ----------- |
| Vereinigte Staaten (Billboard) | 72          |

### Auszeichnungen für Musikverkäufe
| Land/Region                  | Auszeichnungen für Musikverkäufe (Land/Region, Auszeichnung, Verkäufe) | Verkäufe  |
| ---------------------------- | ---------------------------------------------------------------------- | --------- |
| Japan (RIAJ)                 | Gold                                                                   | 100.000   |
| Kanada (MC)                  | Gold                                                                   | 50.000    |
| Vereinigte Staaten (RIAA)    | Platin                                                                 | 1.000.000 |
| Vereinigtes Königreich (BPI) | Gold                                                                   | 100.000   |
| Insgesamt                    | 3× Gold · 1× Platin ·                                                  | 1.250.000 |